# 스카폴리
스카폴리(이탈리아어: Scapoli)는 이탈리아 몰리세주 이세르니아도의 코무네다. 캄포바소로부터 남서쪽 50 km, 이세르니아로부터 남서쪽으로 25 km 거리에 있다.
이곳은 백파이프 박물관과 매년 7월달에 열리는 국제 백파이프 축제로 유명하다.